# Trentepohlia saipanensis
Trentepohlia saipanensis är en tvåvingeart som beskrevs av Alexander 1972. Trentepohlia saipanensis ingår i släktet Trentepohlia och familjen småharkrankar. Inga underarter finns listade i Catalogue of Life.